# Рейнир Сигюрдссон
Рейнир Сигюрдссон (исл. Reynir Sigurðsson; 1 января 1928, Рейкьявик — 13 ноября 2017, Рейкьявик) — исландский легкоатлет, выступавший в беге на средние дистанции и барьерном беге. Участник летних Олимпийских игр 1948 года.

## Биография
Рейнир Сигюрдссон родился 1 января 1928 года года в исландском городе Рейкьявик.
Выступал в легкоатлетических соревнованиях за ИР из Рейкьявика. Выигрывал медали чемпионата Исландии.
Выступал за сборную Исландии в международных матчах.
В 1948 году вошёл в состав сборной Исландии на летних Олимпийских играх в Лондоне. В беге на 400 метров занял в забеге 1/8 финала 3-е место, показав результат 51,4 секунды и уступив 0,8 секунды попавшему в четвертьфинал со 2-го места Бобу Макфарлану из Канады. Также был заявлен в эстафете 4х400 метров, но не вышел на старт.
Умер 13 ноября 2007 года в Рейкьявике.

## Личные рекорды
- Бег на 400 метров — 50,6 (1948)[1]